# Clénet Series IV
Der Clénet Series IV war ein Pkw-Modell des amerikanischen Herstellers Clénet Coachworks.

## Beschreibung
Der Clénet Series IV war von Alfred di Mora als Nachfolger des Clénet Series III Asha vorgesehen. Das Design des Autos orientierte sich an einem Entwurf von Alain Clénet, den dieser Ende der 1970er Jahre für den japanischen Markt erarbeitet hatte. Insgesamt entsprach das Modell in vielerlei Hinsicht dem Series I-Roadster. Im Carpinteria-Werk wurden ab 1986 etwa 10 Fahrgestelle produziert, aber nur ein Series IV-Modell wurde tatsächlich komplettiert. Es trägt die Fahrgestellnummer 007 und steht heute in Kalifornien. Etwa drei weitere Fahrzeuge wurden nach und nach von fremden Werkstätten aus Ersatzteilen aufgebaut. Sie werden in der Szene als „Beinahe-Clénets“ („Near-Clénets“) bezeichnet. Einer von ihnen stand im September 2008 in den Vereinigten Staaten zum Verkauf.